# アルゼンチン対ウェールズのラグビーテストマッチ
この項目では、ラグビーユニオンにおいてアルゼンチン代表とウェールズ代表が対戦したテストマッチについて述べる。この両チームはこれまでに18試合対戦しており、結果はウェールズの13勝5敗である。
1968年にはウェールズがアルゼンチンへ遠征して2試合を、1976年には逆にアルゼンチンがウェールズへ遠征して1試合を、それぞれ行っている。しかしこれらの対戦は、ウェールズ側は正規の代表ではなくウェールズXV、つまりA代表の試合としている。そのため、これらの対戦をアルゼンチン側はテストマッチとして認定しているのに対して、ウェールズ側はそうは扱っていない。
両国がともにテストマッチと認めた最初の対戦は、1991年の第2回ワールドカップ一次リーグで組まれ、ウェールズが勝利を収めた。さらにその8年後、1999年の第4回大会でも両者が一次リーグで対戦し、再びウェールズが勝利した。ウェールズは1991年の初対戦からこの試合まで、アルゼンチン戦で5連勝を記録した。アルゼンチンが対ウェールズ初勝利をつかむのはその2年後、2001年11月のことである。21世紀に入ってからは、両者の対戦成績はほぼ互角である。

## 対戦結果
| No. | 開催日         | 開催地                               | 勝利チーム   | スコア | 敗戦チーム   | 大会                   |
| --- | -------------- | ------------------------------------ | ------------ | ------ | ------------ | ---------------------- |
| --  | 1968年09月14日 | エスタディオG.E.B.A.                 | アルゼンチン | 9-5    | ウェールズXV |                        |
| --  | 1968年09月28日 | エスタディオG.E.B.A.                 | 引き分け     | 9-9    | 引き分け     |                        |
| --  | 1976年10月16日 | カーディフ・アームズ・パーク         | ウェールズXV | 20-19  | アルゼンチン |                        |
| 1   | 1991年10月09日 | カーディフ・アームズ・パーク         | ウェールズ   | 16-7   | アルゼンチン | ワールドカップ プールC |
| 2   | 1998年11月21日 | ストラディ・パーク                   | ウェールズ   | 43-30  | アルゼンチン |                        |
| 3   | 1999年06月05日 | エスタディオ・リカルド・エチェベリ   | ウェールズ   | 36-26  | アルゼンチン |                        |
| 4   | 1999年06月12日 | エスタディオ・リカルド・エチェベリ   | ウェールズ   | 23-16  | アルゼンチン |                        |
| 5   | 1999年10月01日 | ミレニアム・スタジアム               | ウェールズ   | 23-18  | アルゼンチン | ワールドカップ プールD |
| 6   | 2001年11月10日 | ミレニアム・スタジアム               | アルゼンチン | 30-16  | ウェールズ   |                        |
| 7   | 2004年06月12日 | エスタディオ・ホセ・フィエーロ       | アルゼンチン | 50-44  | ウェールズ   |                        |
| 8   | 2004年06月19日 | エスタディオ・ホセ・アマルフィターニ | ウェールズ   | 35-20  | アルゼンチン |                        |
| 9   | 2006年06月11日 | エスタディオ・ラウル・コンティ       | アルゼンチン | 27-25  | ウェールズ   |                        |
| 10  | 2006年06月17日 | エスタディオ・ホセ・アマルフィターニ | アルゼンチン | 45-27  | ウェールズ   |                        |
| 11  | 2007年08月18日 | ミレニアム・スタジアム               | ウェールズ   | 27-20  | アルゼンチン |                        |
| 12  | 2009年11月21日 | ミレニアム・スタジアム               | ウェールズ   | 33-16  | アルゼンチン |                        |
| 13  | 2011年08月20日 | ミレニアム・スタジアム               | ウェールズ   | 28-13  | アルゼンチン |                        |
| 14  | 2012年11月10日 | ミレニアム・スタジアム               | アルゼンチン | 26-12  | ウェールズ   |                        |
| 15  | 2013年11月16日 | ミレニアム・スタジアム               | ウェールズ   | 40-6   | アルゼンチン |                        |
| 16  | 2016年11月12日 | プリンシパリティ・スタジアム         | ウェールズ   | 24-20  | アルゼンチン |                        |
| 17  | 2018年06月09日 | エスタディオ・デル・ビセンテナリオ   | ウェールズ   | 23-10  | アルゼンチン |                        |
| 18  | 2018年06月16日 | エスタディオ・センテナリオ           | ウェールズ   | 30-12  | アルゼンチン |                        |